# Marcel Van Der Auwera
Marcel Van Der Auwera (Tubize, 24 agosto 1923 – 1º maggio 2008) è stato uno schermidore belga, vincitore di una medaglia di bronzo ai campionati mondiali di scherma.